# 椎名桜子
椎名 桜子（しいな さくらこ、1966年2月22日 - ）は、日本の小説家、写真家、映画監督。成城大学中退。

## 来歴
少女時代にモデル業をしており、1980年代にグリコ協同乳業のヨーグルトのコマーシャルに出演。また、作家デビュー前には自主映画制作サークルに双子の妹・椎名桂子（ジャーナリスト）とともに所属し、その作品に出演していた。自主映画の監督を務めたことがあり、監督作品である「恋は他人の血の味」は1982年の成城学園高校の学園祭にて上映された。
1988年にマガジンハウスから『家族輪舞曲』を上梓し、小説家としてデビュー。翌1989年に同タイトルの『家族輪舞曲』が映画化された際には自ら監督を務めた。
作家としてメディアに注目された時期は短かったが、その後は趣味のダイビングを生かした水中写真家となったり（一時期、「パシフィックジャパン水中映像協会」の理事であった）、妹と「（株）にじゅうに」という出版社を経営した。
2007年の雑誌記事では、東京都世田谷区成城に在住し、夫と二人の子どもの4人暮らしと記載された。この記事の当時は成城学園前駅ビルの「成城コルティ」内にある生活雑貨店をプロデュースしていると紹介されていたが、2009年には週刊誌で2008年春に辞任したと報じられた。同じ記事では、夫と共同で運営する個人事務所の家賃を滞納したため、裁判の結果、退去したとも伝えられている。
2018年5月21日、椎名の個人事務所である株式会社オフィシャル・タブーが東京地方裁判所から破産開始決定を受けた。

## 作家デビューの経緯
椎名は『家族輪舞曲』発表前年に、同じマガジンハウスの雑誌『an・an』に「作家」という肩書きでルポを連載した。発売時の1988年3月24日の全国紙に掲載されたマガジンハウスの広告では「22歳大型新人の書き下ろし処女作。新たな青春文学の誕生」と紹介された。
マガジンハウスはこの年から単行本出版に進出したばかりであった。文壇に伝手を持たなかった同社が会社を挙げて椎名を売り出したことは同年12月の新聞記事に言及があり、記事中で同社の書籍出版部編集長は「本は8万部出ました。処女作としては成功といっていいでしょう。ただ、文学の正統をいく彼女の作品が批評家らにほとんど無視されたのは残念でした」とコメントしている。その後まもなく、同作は本人の監督によって映画化されることとなった。
映画『家族輪舞曲』は1989年11月に公開されたが、配給収入は6千万円台にとどまった。
その後出版された著作は『家族輪舞曲』ほどの話題を集めることはできず、文芸界の一線から退いた。

## 『噂の真相』に対する訴訟
雑誌『噂の真相』において椎名を取り上げた記事で、自分と二人の子どものプライバシーを侵害され、また「ゴーストライター疑惑がささやかれた」などと記載されて名誉を毀損されたとして、総額2200万円の損害賠償を求める訴訟を東京地方裁判所に起こした。2004年3月26日の判決では「一般的に知られていない私生活の部分を公開する公共性は見いだせない」「ふしだらな女性作家との意見や論評は行き過ぎだ」として、プライバシー侵害ならびに名誉毀損を認め、『噂の真相』側に330万円の支払を命じた。この中には当時、幼児であった二人の子どもに対するプライバシー侵害分55万円が含まれており、椎名の代理人によると「幼児のプライバシー侵害を認めた初めての判決」であるという。その後、控訴が行われたかどうかについては不詳である。

## 著作一覧
- 『家族輪舞曲』マガジンハウス、1988年
- 『agua de beber おいしい水』マガジンハウス、1989年
- 『それでもわたしは白い服がほしい』マガジンハウス、1989年 - エッセイ集
- 『さとる』あすなろ書房、1991年 - 絵本（絵：内田春菊）
- 「彼との間柄」 - 1997年に中日新聞に連載した育児エッセイ
- 『The Stranger in Paradise』 - 水中写真&エッセイ

## テレビ出演
- 笑っていいとも! (テレフォンショッキング) 1989年6月12日
- クイズダービー（第675回、714回出演）
  - ゲスト解答者として出演。第714回（1989年11月4日放送分）では映画『家族輪舞曲』の出演者（奥田瑛二、高取茉南、相川恵里、山口いづみ、朝加真由美、白島靖代）がギャンブラーとして出演していた。第675回（1989年1月28日放送分）では最初と最後の問題で「1人を除いてみんな同じ答え」の1人だけ不正解に該当した。通算成績は5勝11敗。
- 特捜最前線(第403回 死体番号6001のミステリー 1985年2月20日)

## 広告への出演
- グリコ協同乳業 - ヨーグルト（少女モデル時代）
- 松下電器産業 - ワードプロセッサー - ファックス
  - 「職業柄ワープロにはうるさい私です」というキャッチコピーであった。カラー全面広告を「週刊文春」に出した際、「メッキが剥げた椎名桜子」というタイトルの記事が広告掲載号に出てしまうという珍事があった。
- 大塚製薬 - カロリーメイト
  - 1989年3月に「名前・椎名桜子 職業・作家 ただ今処女作執筆中。」というキャッチコピーで登場。ほかに「特別な男と過ごした朝は、時間なんかあるわけがない。だから、バランス栄養食、カロリーメイトになる。」(1990年4月)などのキャッチコピーなどで、多数出演。
- 東京都選挙管理委員会 - 東京都議会議員選挙（1989年）啓発ポスター